# بابونه کاذب فریبا
بابونه کاذب فریبا (نام علمی: Tripleurospermum decipiens) نام یک گونه از سرده بابونه کاذب است.